# Lichtentanne
Lichtentanne je obec v německé spolkové zemi Sasko, u jihozápadní hranice zemského okresu Cvikov. Má přibližně 6 000 obyvatel.

## Přírodní poměry
Sousední obce jsou Fraureuth, Hirschfeld, Werdau a Cvikov (zemský okres Cvikov) a Heinsdorfergrund a Neumark (zemský okres Fojtsko). Obcí protéká řeka Pleiße, která pramení v místní části Ebersbrunn. Jih území obce protíná dálnice A72.

## Osobnosti
- Ludwig Greiner (1796–1882), lesník, tvůrce Greinerova výškoměru na měření stromů, jako první označil Gerlachovský štít za nejvyšší horu Karpat
- Horst Gärtner (1911–2001), mikrobiolog, hygienik, vysokoškolský pedagog